# Cureus
Cureus : Journal of Medical Science est une revue médicale générale à accès libre basée sur le web qui utilise un système accéléré d'évaluation par les pairs (en anglais : peer review) avant publication et un système facultatif d'évaluation par les pairs après publication. Il s'agit également de la première revue universitaire qui fournit aux auteurs des modèles étape par étape pour la rédaction de leurs articles. Les rédacteurs en chef fondateurs de la revue sont John R. Adler (Université de Stanford) et Alexander Muacevic (Université de Munich).

## Historique et processus de publication
La revue a été initialement lancée sous le nom de PeerEMed en 2009 et a obtenu son nom actuel en décembre 2012. Selon son système, après la publication d'un article, n'importe qui peut le réviser, mais les révisions des experts seront mieux notées. Depuis décembre 2022, la revue fait partie du groupe de revues Springer Nature.

## Résumé et indexation
Le journal a été résumé et indexé dans l'Emerging Sources Citation Index. À partir d'octobre 2024, l'indexation de la revue dans les indices Web of Science est « en suspens » et en attente de réévaluation, les préoccupations concernant « la qualité du contenu publié dans cette revue » étant citées comme raison de la suspension.

## Processus de publication
Son processus d'évaluation par les pairs consiste à demander à des experts d'examiner un article donné en quelques jours seulement, ce qui fait que ses évaluations par les pairs prennent beaucoup moins de temps que celles de la plupart des autres revues. Ainsi, Adler a déclaré à Retraction Watch en 2015 que « Oui, Cureus a un processus d'évaluation exceptionnellement rapide, qui est une partie importante de la philosophie de la revue. Nous pensons que l'examen par les pairs après publication, un point central de notre revue à travers les commentaires et notre processus SIQ unique, est potentiellement un moyen plus puissant de discerner la vérité », SIQ étant le Scholarly Impact Quotient de Cureus, un nombre calculé après publication qui prend en compte les opinions des pairs. Néanmoins, la vitesse et la qualité de ce processus d'examen par les pairs, ainsi que la métrique SIQ au niveau de l'article utilisée par Cureus a attiré les critiques des bibliothécaires et des scientifiques qui s'inquiètent que le SIQ puisse être détourné.
Si certains critères sont remplis, Cureus ne perçoit alors pas de frais de publication de la part des auteurs.